# Джьештхарья
Джьештха или Тьйестхарья (кхмер. ជ្យេស្ថាយ៌ា) или Джьештхарья (IAST: Jyeṣṭhāryā, fl. 803) — правительница Ченлы начала IX века.

## Биография
Принцесса Джьештхарья была дочерью короля Джайавармана II и его супруги — царствующей королевы по имени Джайендра[валла]бха или Джайендрабха из Шамбхупуры, а также приходилась сводной сестрой королю Джайаварману III, который был сыном принцессы Дхараниндрадеви. Надписи характеризуют ее как «старшую дочь … Шри Джайендра[валла]бхи, внучку … Шри Нрпендрадеви, правнучку … Шри Индралоки».
Джьештхарья, дочь Джайендра[валла]бхи из Шамбхупуры, упомянута в качестве царствующей королевы в 803 году. По всей видимости, она унаследовала трон от своей матери, которая, в свою очередь, также унаследовала трон от своей матери, бабушки Джьештхарьи — царицы Нрпендрадеви. Похоже, что Джьештхарья правила совместно со своим отцом Джайаварманом II. После её смерти трон, вероятно, унаследовал её брат — Джайаварман III.
В IX веке король Яшоварман I перенес столицу объединенной Камбоджи в новый город — Ангкор-Ват. Начиная с этого момента не встречается никаких сведений о женщинах-правительницах во времена Кхмерской империи. Таким образом, царица Джьештхарья, вероятно, была последней царствующей королевой камбоджийского государства вплоть прихода к власти королевы Тей в XVII веке.